# Sandra Kim
Sandra Kim —nascuda a Montegnée un nucli del municipi de Saint-Nicolas (Lieja), el 15 d'octubre de 1972— és una cantant belga. El 1986 va ser la primera i única belga que mai hagi guanyat el Festival de la Cançó d'Eurovisió. A l'edat de 13 anys i mig, va ser la guanyadora més jove de tot el festival, que va guanyar amb la seva cançó J'aime la vie. Poc després l'edat mínima de participació va ser incrementada fins als 16 anys.
Calderone s'inscriu al moviment dels immigrants italians que després de la Segona Guerra Mundial van arribar per a treballar a les mines de carbó de la província de Limburg i de Valònia, del qual els més coneguts són Rocco Granata (°1938) i Salvatore Adamo (°1943), al costat de polítics, futbolistes i ciclistes.
Kim començà cantar des de molt jove. Ja a l'edat d'11 anys va donar els seus primers espectacles. El 1985 participà com a cantant del grup Musiclub amb la cançó Ami ami al concurs musical L'ambrogio d'oro a Milà. Sis mesos més tard va ser seleccionada per la Radio-Télévision belge de la Communauté française per a representar Bèlgica al Festival de la Cançó d'Eurovisió.
El 1990 participà en les festes a l'ocasió del 60è anniversari i 40è jubileu del regnat del rei Balduí I per les quals realitzà la cancó J'aime mon pays/Ik hou van mijn land. Va reciclar dues vegades la seva cançó d'eurovisió per fer propaganda per a productes de neteja J'aime, j'aime le blanc i per a una assegurança de vida.

## Discografia
Senzills
- J'aime la vie, 10/05/1986
- Ami, Ami, 19/07/1986
- Tokyo Boy, 6/12/1986
- Sorry, 28/03/1987
- Souviens-toi, 6/02/1988
- Door veel van mij te houden, 24/05/1997 amb Frank Galan

LP i CD
- J'aime la vie (1986)
- Bien dans ma peau (1988)
- Balance tout (1991)
- Met open ogen (1991) (versió neerlandesa de Balance Tout)
- Les Sixties (1993)
- Sixties (1993) (existeix en versió neerlandesa i francesa)
- Onvergetelijk (1997), amb Frank Galan
- Heel diep in mijn hart (1998)
- Make Up (2011)